# Castelo de Andrade

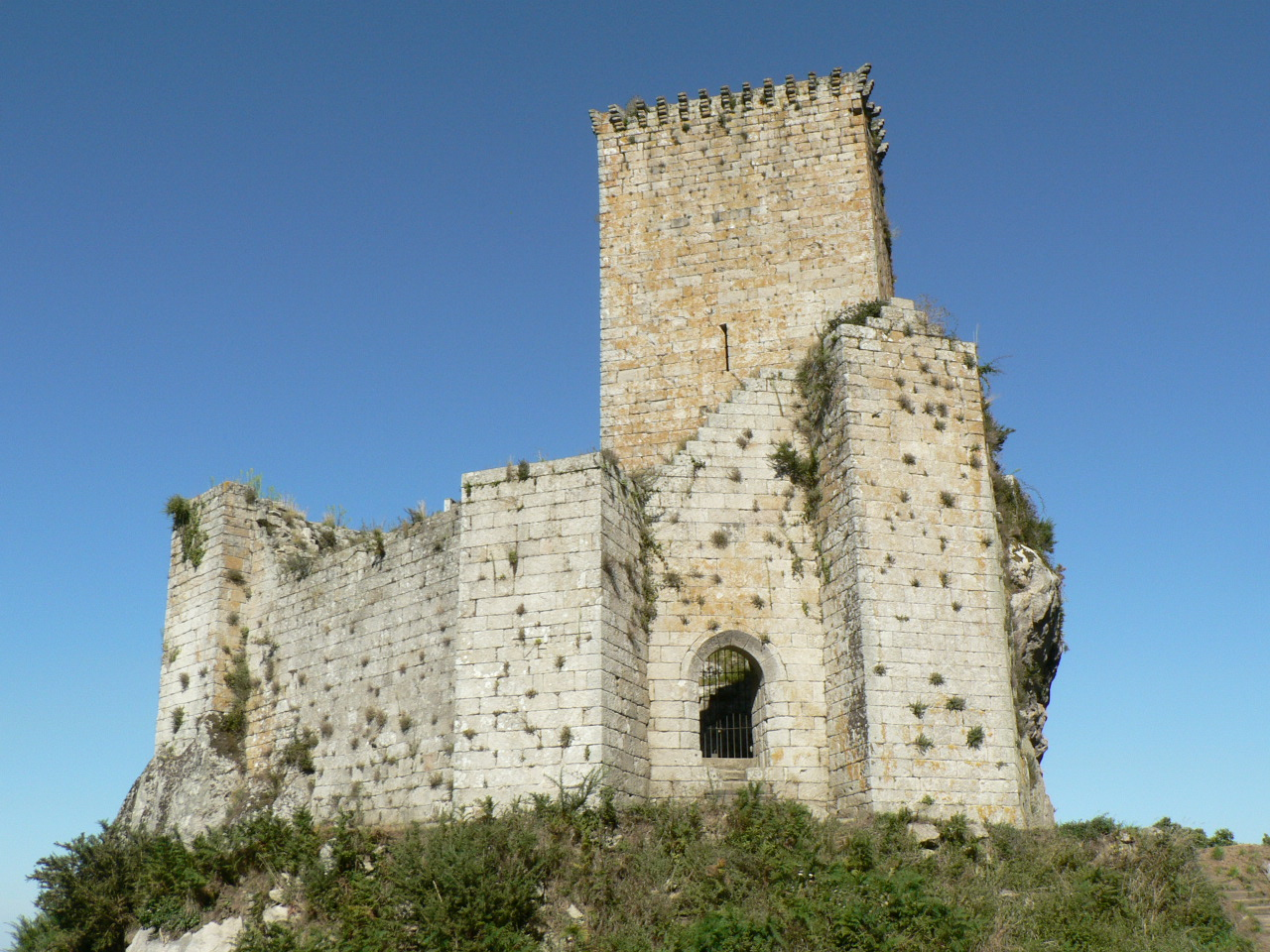
Castelo de Andrade, Espanha.

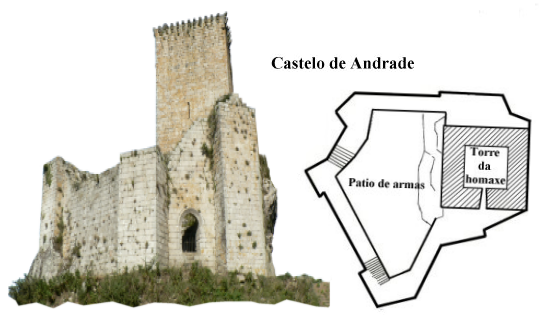
Castelo de Andrade, Espanha: esquema.

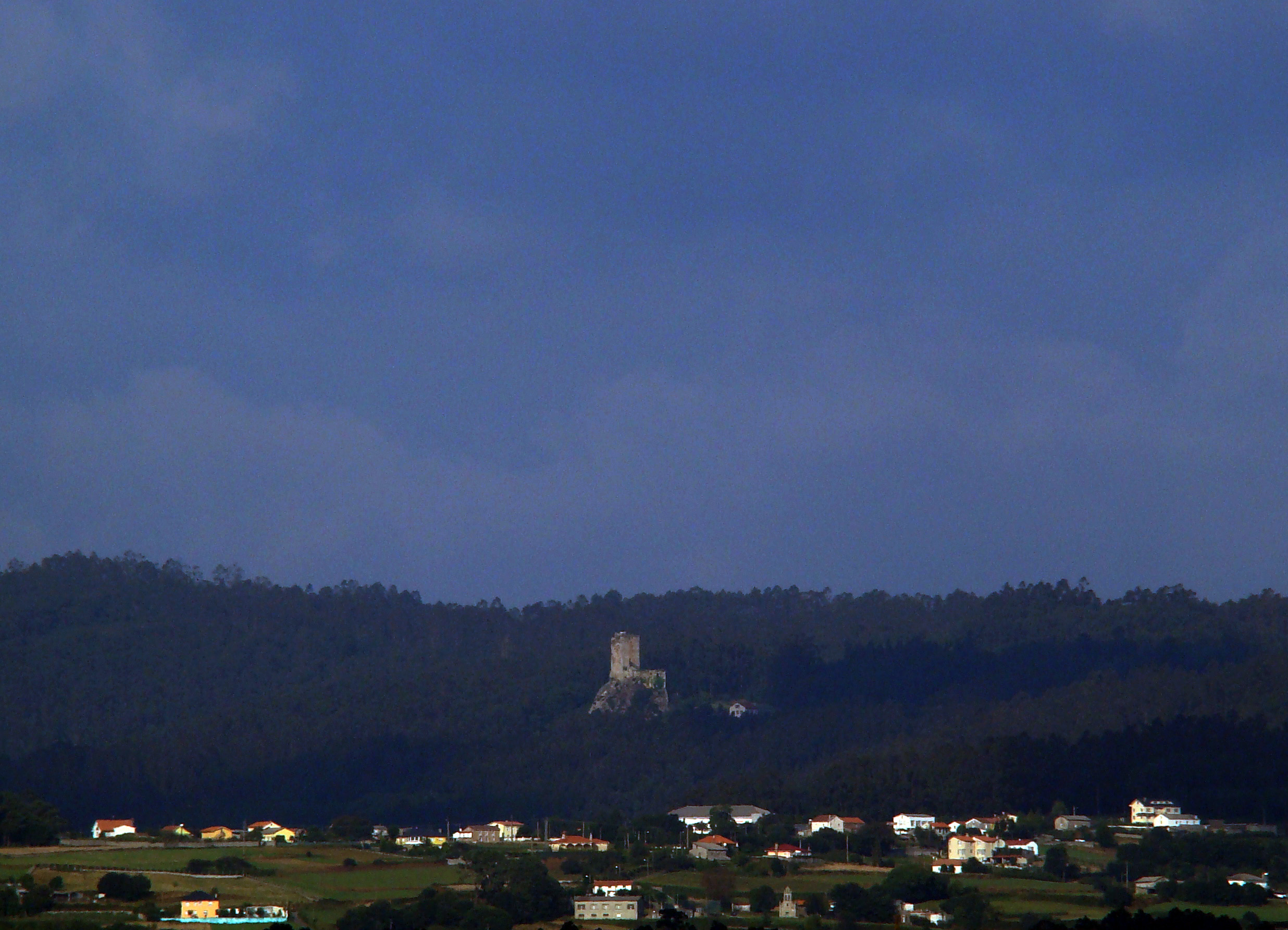
Castelo de Andrade, Espanha: vista a partir de Sada (c. 10 km).

O Castelo de Andrade, também denominado como Fortaleza da Nogueirosa, localiza-se na  paróquia de Nogueirosa, no município de Pontedeume, na província de Corunha, comunidade autónoma da Galiza, na Espanha.
Ergue-se sobre a rocha viva da Pena Leboreira e, desde a sua origem, encontra-se ligado à poderosa família dos Andrade.

## História
O castelo remonta a uma primitiva estrutura, erguida possivelmente no século XIII.
A maior parte do actual conjunto foi erguida a partir de 1369 por iniciativa de Fernán Pérez de Andrade, conde de Andrade, suscitando a oposição do prior do Mosteiro de Sobrado dos Monxes, frei Esteban Sejas, que se negou à sua construção e que, inclusive, conseguiu paralisar-lhe as obras por algum tempo. Entretanto, o conde de Andrade, um dos validos do rei Henrique II de Castela, e de quem obtivera aqueles domínios, terminou por impor-se.
A partir do século XIV foi denominado como Alcázar dos Andrade.
Foi arrasado em 1467, no decurso da Grande Revolta Irmandinha, sendo posteriormente reedificado. Poucos anos mais tarde, veio a ser um dos quarenta e seis castelos cuja demolição foi ordenada pelos Reis Católicos, o que teve lugar em 1486.
No século XIX foi objeto de uma extensa campanha de restauração, empreendida por iniciativa do duque de Alba, a cargo do arquitecto Tenreiro.
Encontra-se classificado como Monumento Nacional desde 1924, tendo sido o primeiro na província a alcançar esse status.
Na atualidade é propriedade da Fundação Casa de Alba. Após um período de restauração (2006), foi aberto à visitação pública em 2007.

## Características
O castelo apresenta pequenas dimensões, sendo acedido por uma porta com arco de volta perfeita que comunica com a praça de armas através de um túnel abobadado. O pátio de armas apresenta uma área de 140 metros quadrados, e a torre de menagem, 100.
A torre, com muros 2,5 metros de espessura média, elevando-se a 20 metros de altura, divide-se internamente em três pavimentos. No primeiro, abrem-se seteiras de seção trapezoidal e, sob algumas delas, pode-se observar calhas empregadas para a recolha das águas pluviais. No segundo, abrem-se janelas em arco de meio ponto, ladeadas internamente por estreitos palratórios. No terceiro, conserva-se uma janela geminada.